# Richard D. Roberts
Richard D. Roberts (* um 1940) ist ein jamaikanischer Badmintonspieler. 

## Karriere
Richard Roberts gewann 1961 seinen ersten nationalen Titel in Jamaika. Zehn weitere Titel folgten bis 1974. 1966 startete er bei den British Empire and Commonwealth Games. 1971 wurde er Zweiter bei den Jamaican International.

## Sportliche Erfolge
| Saison | Veranstaltung               | Disziplin    | Platz | Name                             |
| ------ | --------------------------- | ------------ | ----- | -------------------------------- |
| 1961   | Jamaikanische Meisterschaft | Herreneinzel | 1     | Richard Roberts                  |
| 1963   | Jamaikanische Meisterschaft | Mixed        | 1     | Richard Roberts / Anna Bradley   |
| 1964   | Jamaikanische Meisterschaft | Herrendoppel | 1     | Anthony Garcia / Richard Roberts |
| 1964   | Jamaikanische Meisterschaft | Herreneinzel | 1     | Richard Roberts                  |
| 1965   | Jamaikanische Meisterschaft | Herrendoppel | 1     | Anthony Garcia / Richard Roberts |
| 1966   | Jamaikanische Meisterschaft | Herrendoppel | 1     | Anthony Garcia / Richard Roberts |
| 1966   | Jamaikanische Meisterschaft | Mixed        | 1     | Richard Roberts / Chris Bennett  |
| 1968   | Jamaikanische Meisterschaft | Herrendoppel | 1     | Anthony Garcia / Richard Roberts |
| 1971   | Jamaikanische Meisterschaft | Herrendoppel | 1     | Anthony Garcia / Richard Roberts |
| 1973   | Jamaikanische Meisterschaft | Herrendoppel | 1     | Richard Roberts / Anthony Garcia |
| 1974   | Jamaikanische Meisterschaft | Herrendoppel | 1     | Richard Roberts / Anthony Garcia |